# Décroissance exponentielle
Pour les articles homonymes, voir Décroissance et Exponentielle.

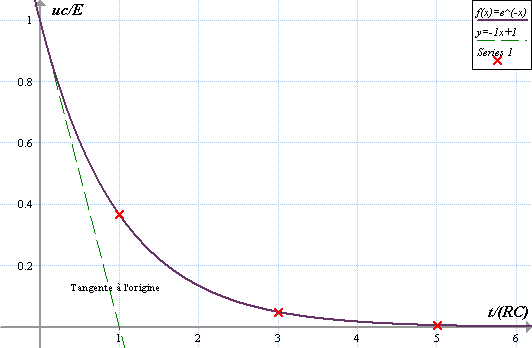
La décharge d'un condensateur est à décroissance exponentielle.

La décroissance exponentielle d'une quantité est sa diminution au fil du temps selon une loi exponentielle. On l'observe quand la dérivée par rapport au temps de cette quantité (c'est-à-dire son taux de variation instantané) est négative et proportionnelle à la quantité elle-même. Dans la langue courante on emploie souvent, mais improprement, le terme « décroissance exponentielle » pour qualifier une diminution simplement décélérée, quand la valeur absolue de la dérivée est elle-même décroissante.
La décroissance exponentielle est caractérisée par l'équation différentielle linéaire suivante, où N désigne la quantité considérée et λ un nombre positif appelé « constante de décroissance » :
{\displaystyle {\frac {\mathrm {d} N}{\mathrm {d} t}}=-\lambda \,N}.
La solution de cette équation est, en notant {\displaystyle N_{0}} la valeur de N à l'instant {\displaystyle t=0} :
{\displaystyle N(t)=N_{0}\,\mathrm {e} ^{-\lambda t}}.

## Quantités dérivées

Demi-vie (médiane) et durée de vie moyenne (espérance) d'une population ayant une décroissance exponentielle.

### Durée de vie moyenne
Si l'on considère que la quantité N qui décroît est discrète, c'est-à-dire que N mesure le nombre d'éléments d'un ensemble, alors on peut donner une expression de la durée de vie moyenne d'un élément dans cet ensemble :
{\displaystyle \tau ={\dfrac {1}{\lambda }}.}
On l'appelle aussi « constante de temps ». La fonction N vérifie alors :
{\displaystyle \mathrm {N} (t)=\mathrm {N} _{0}~{\rm {e}}^{-t/\tau }.}

### Demi-vie
Il est plus courant de faire usage de la demi-vie d'un système à décroissance radioactive, qui correspond à la durée au bout de laquelle la quantité N est divisée par 2. On note souvent cette durée {\displaystyle t_{1/2}}. Elle est reliée à la constante de décroissance et à la constante de temps par les relations :
{\displaystyle t_{1/2}={\dfrac {\ln 2}{\lambda }}=\tau \ln 2.}
On peut également remplacer l'exponentielle de l'expression de la demi-vie pour obtenir :
{\displaystyle \mathrm {N} (t)=\mathrm {N} _{0}2^{-t/t_{1/2}}.}

## Utilisation
En physique, la décroissance exponentielle est caractéristique des phénomènes sans vieillissement, c'est-à-dire qui se produisent avec une égale probabilité quelle qu'ait été leur durée de vie. Exemples, le suivi de la diminution :
- du nombre de noyaux radioactifs lors d'une désintégration radioactive d'un élément radioactif ;
- du nombre des charges électriques lors de la décharge électrique d'un condensateur ;
- de la température d'un corps au refroidissement, sans changement de phase ;
- de l'amplitude lors de l'oscillations harmoniques amorties d'un pendule ;
- de la vitesse des réactions chimiques du premier ordre ;
- de l'intensité des ondes électromagnétiques traversant un milieu absorbant ;
- de l'intensité d’émission de la luminescence après excitation.

En biologie, une telle décroissance peut modéliser l'élimination d'un produit dans le sang au cours du temps, mais aussi la saturation ou la désaturation en gaz des tissus organiques lors d'un changement de la pression partielle à laquelle ils sont soumis.
En fiabilité, la décroissance exponentielle décrit le comportement d'un système manufacturé dont le taux instantané de défaillance est constant.